# Numancia (1818)
El Lübeck (en ruso Любек, Ljubek) fue un navío de línea ruso de 74 cañones nominales que prestó servicio en la Armada Imperial Rusa de 1813 y 1818 y luego, renombrado como Numancia, sirviendo en la Armada Española entre 1818 y 1821. De acuerdo con el sistema de clasificación de la Royal Navy, el buque quedaba categorizado como navío de tercera clase, si bien de origen lo era de primera clase.

## Construcción
El buque Lübeck de 74 cañones, perteneciente a la clase Selafail, fue construido en el astillero de Arcángel bajo la dirección del constructor Andrei Mikhailovich Kurochkin y bajo diseño de A. S. Katsanov. El barco, con un desplazamiento de 2.700 toneladas, fue puesto en quilla el 10 de marzo de 1810 y botado el 19 de julio de 1813, siendo entregado a la Armada Imperial Rusa ese mismo año. El armamento constaba de 28 cañones de 36 libras, 30 cañones de 24 libras y 18 cañones de 8 libras. Fue puesto al servicio de la Flota del Báltico de la Armada Imperial Rusa.

## Historia
El 8 de octubre de 1813 zarpó de San Petersburgo para llegar a Reval como parte del escuadrón naval del contralmirante Otto Berend von Möller. En 1814 y 1816 realizó cruceros de entrenamiento en el Mar Báltico. En 1817 transportó una tropa de 1 817 hombres a Calais, Francia, al mando del escuadrón del vicealmirante Robert Crown.

### Venta a España
En 1817 Antonio Ugarte y Larrazábal, figura destacada de la corte del rey Fernando VII, sugirió que el rey comprara una flota naval del Imperio ruso con el dinero, 40 000 libras, que Gran Bretaña prometió pagar a España por la abolición de la trata de esclavos. Fernando VII escribió personalmente al zar Alejandro I y pronto se llegó a un acuerdo. El objetivo final de España era reforzar la Armada, salida maltrecha de las guerras napoleónicas, para transportar al Río de la Plata un poderoso ejército de 30 000 hombres, con el que poner fin definitivamente a los movimientos independentistas en América del Sur. La escritura de venta fue firmada el 11 de agosto de 1817 por el Secretario de Estado de Guerra Francisco de Eguía y el embajador ruso ante la corte de Madrid, Dmitri Pavlovich Tatischeff, y se refería a ocho buques, 5 navíos de 74 cañones y 3 fragatas de 40 cañones, vendidos en conjunto por la suma de 13 600 000 de rublos (68 000 000 de reales). Todo ello quedaría rubricado según el Tratado de Madrid, cuyos términos se mantuvieron en secreto.

### Travesía de Rusia a España
El escuadrón naval, bajo el mando del contraalmirante Otto Berend von Möller, que izó su bandera en el Trëch Svjatitelej, compuesto por cinco buques y una fragata, zarpó de Reval el 26 de septiembre y se reunió con las otras dos fragatas en Kronshtadt el 30 de septiembre de 1817.  Cerca de la isla Oldenshom, los barcos encontraron fuertes vientos del oeste que causaron graves daños al buque insignia.  Los barcos regresaron a Reval el 10 de octubre para zarpar de nuevo el día 16, pero nuevas tormentas y fuertes vientos obligaron a Möller a refugiarse en Gotemburgo, partiendo definitivamente hacia España el 4 de diciembre.  Navegar en invierno causó más daños a los barcos, hasta el punto de que primero se detuvieron en Spithead y luego en Portsmouth el 21 de diciembre, al objeto de reabastecerse y reparar daños.  Una vez que se completaron las reparaciones, los barcos se hicieron a la mar nuevamente el 5 de febrero, pero el Trëch Svjatitelej (renombrado Velasco en 1818) comenzó a inundarse a un ritmo de cuatro a cinco pulgadas de agua por hora.

### Servicio en la Armada Española
Los barcos llegaron a Cádiz el 21 de febrero de 1818 y fueron entregados a la Armada el 27 de febrero, tras alistarse en el Arsenal de La Carraca.
El 9 de marzo de 1819 el brigadier don Diego Butrón y Cortés fue nombrado comandante del Lübeck, pasando a llamarse Numancia. En Cádiz el Numancia fue incorporado a la escuadra naval de Francisco Mourelle de la Rúa, en la que izó su insignia, que debía zarpar hacia aguas sudamericanas, pero la irrupción de una epidemia de fiebre amarilla diezmó las tripulaciones de los barcos, estando las tropas de tierra al mando del general Conde de la Bisbal. Cuando la expedición estaba lista para partir, estalló la rebelión de Riego en Cabezas de San Juan, Sevilla. Mientras las tropas del coronel Antonio Quiroga marchaban para tomar bajo control a San Fernando y Cádiz, Mourelle de la Rúa desembarcó sus tropas y repelió a los rebeldes. En marzo de 1820 se disolvió la escuadra naval por decisión tomada en el Trienio Liberal
El 18 de abril de 1820 el barco fue asignado como buque insignia de la Escuadra del Pacífico, cargo que, sin embargo, quedó vacante mientras el barco estuvo en Cádiz.
En 1820 el Numancia fue enviado a Cartagena. Corría el año 1821 en Cartagena en reserva. El 13 de diciembre de 1821 el barco fue puesto a la venta y el 12 de marzo de 1822 fue vendido junto con otros barcos adquiridos a Rusia para su desguace, lo que se llevó a efecto en 1823. En ese año el Alejandro I, el Fernando VII, el España y el Numancia, todos ellos unidades ex rusas, fueron vendidos al comerciante don Antonio García de la Vega por la suma de 285 000 reales de vellón, precio infinitamente menor al coste que pagó España a Rusia por los buques. Lo desastroso de la transacción provocó un aluvión de críticas por despilfarro del dinero, que se pretendió pagar al Imperio Ruso según acta realizada el 27 de septiembre de 1819, con objeto de aclarar las sumas pendientes de dinero.